# グラム・ツシシビリ

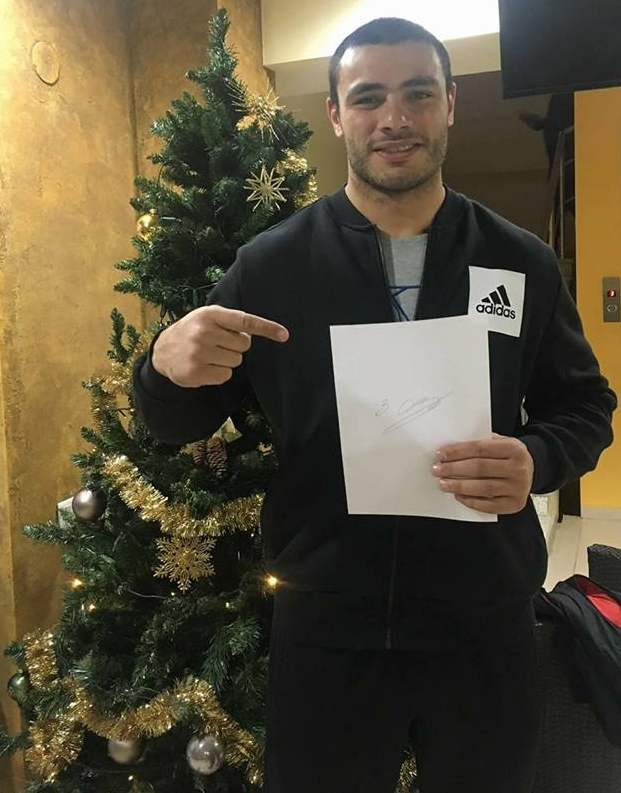
グラム・ツツシビリ

グラム・ツシシビリ（グルジア語: გურამ თუშიშვილი、Guram Tushishvili、1995年2月5日- ）は、ジョージア出身の柔道選手。階級は100kg超級。

## 経歴
柔道は12歳の時に柔道家だった父親の影響で始めた。それまではサッカーに夢中だったが、始めて間もなく柔道に魅了されていった。双手背負投の名手として知られていたコーチのバト・ジクウリに左右の背負投を仕込まれて、それがやがて武器になっていった。当時から長身だったため、この技は向かないと周囲から指摘されるも、身長の高さは技術習得の妨げにならないとジクウリは考えていた。2011年のヨーロッパカデ90kg級では3位だったが、世界カデでは決勝で同僚のグルジア選手を破って優勝した。その後階級を100kg級に上げると、2012年のヨーロッパジュニアで3位、2013年には優勝した。2014年の世界ジュニア個人戦では準々決勝で後藤隆太郎に反則負けするなどして5位だった。団体戦では決勝で日本チームと対戦すると、2-2で迎えた大将戦で小川雄勢にGSに入ってから有効を取られてチームも2位にとどまった。その後階級を100kg超級に上げた。2015年のヨーロッパジュニアでは2年ぶり2度目の優勝を飾るが、世界ジュニアの個人戦では準々決勝で田中源大に合技で敗れるなどして7位、団体戦の決勝は出場しなかったが、自チームは日本チームに5戦全敗して2年連続で2位に終わった。グランプリ・チェジュでは100㎏級に出場するも、初戦で阪本健介と対戦した際に阪本の背中を踏みつけて、柔道精神に反する行為として反則負けになった。2017年にはグランドスラム・バクーで圧倒的な内容で優勝した事から、シニアでも注目される選手となった。さらにヨーロッパ選手権では決勝で同国の先輩であるアダム・オクルアシビリを腕挫十字固で破るなどオール一本勝ちで優勝すると、団体戦決勝のロシア戦では2-2で迎えた大将戦でレナート・サイドフに一本勝ちして2冠を達成した。大会屈指のダークホースとして迎えた世界選手権では準決勝でフランスのテディ・リネールと対戦すると、GSに入った直後に送足払でリネールを肘から崩したもののポイントにはならず、その直後の隅返で技ありを取られ敗れた。3位決定戦でもモンゴルのナイダン・ツブシンバヤルに敗れて5位に終わった。世界選手権(無差別)では2回戦でリネールと再戦することになったが、技あり2つを取られて敗れた。ワールドマスターズでは決勝でブラジルのダビド・モウラに一本勝ちして優勝を飾った。2018年のグランドスラム・パリでは準決勝で影浦心と対戦すると、GSに入ってから影浦の顔面に膝蹴りを入れて反則負けとなった。この柔道精神に反する行為により、3位決定戦には出場できず5位となった。世界選手権では決勝で地元アゼルバイジャンのウシャンギ・コカウリを背負投で破るなどオール一本勝ちで優勝した。先述のテディ・リネール以外の選手がこの階級で世界一になるのは、11年ぶりの事だった。ワールドマスターズでは2連覇を果たした。なお、2018年の世界ランキング年間1位となった。男子の全階級で最もポイントを積み上げたことにより、IJFから5万ドルが授与された。2019年3月には地元で開催されるグランプリ・トビリシへの出場を果たせなかった。禁じられている他格闘技の国際大会にIJFの許可を得ずに参加したため、2か月の出場停止処分を受けたことによる。ツシシビリはカザフスタンのレスリングとして知られるクレシュの世界選手権に、IJFの度重なる警告にもかかわらず出場し続けて、2017年に2位、2018年には3位となっていた。処分が解けた6月のヨーロッパオープン・クルジュ＝ナポカでは優勝した。ヨーロッパ競技大会でも決勝でロシアのイナル・タソエフに内股で一本勝ちして優勝した。東京で開催された世界選手権では準決勝で原沢久喜に浮腰で敗れると、3位決定戦でもオランダのロイ・メイヤーに技ありで敗れて5位に終わった。なお、3位決定戦では終了間際にメイヤーにジョージア語で暴言を吐くのみならず、右足で相手の頭部付近に軽く蹴りを入れる仕草をしたと指摘された。IJF会長のマリウス・ビゼールはこの件を倫理委員会で取り上げるとTwitter上で述べた。世界選手権後、9月のグランプリ・タシュケントでは優勝を果たした。 怪我から復帰した2020年2月のグランドスラム・デュッセルドルフではオール一本勝ちで優勝した。2021年7月に日本武道館で開催された東京オリンピックでは準決勝で前戦でリネールを破ったROCのタメルラン・バシャエフに逆転勝ちするも、決勝ではチェコのルカシュ・クルパレクに合技で敗れて2位だった。2022年のグランドスラム・テルアビブとグランドスラム・アンタルヤで優勝したが、ヨーロッパ選手権では3位だった。2022年10月の世界選手権では準決勝でキューバのアンディ・グランダに浮落で敗れて3位だった。11月に地元ジョージアで開催されたヨーロッパクラブ選手権では、準々決勝でリネールを技ありで破るなどしてチームの優勝に貢献した。しかしながら、リネールとの試合ではツシシビリがリネールの大車を切り返して技ありを取った際に、ツシシビリは反則負けの対象となる軸足を刈っていたとフランス柔道連盟が試合後に抗議した。結果的にIJFは誤審を認めて技ありを取り消すとともに、ツシシビリを反則負けにした。2023年の世界選手権では3回戦で斉藤立に横四方固で敗れた。続く世界団体では準々決勝の日本戦で斉藤を小内刈で破るもチームは敗れたが、その後の敗者復活戦を勝ち上がって3位になった。ヨーロッパ競技大会の団体戦では優勝したが、個人戦では2位だった。2024年に地元で開催されたグランドスラム・トビリシでは優勝した。世界選手権では6年ぶりに決勝まで進むも、韓国のキム・ミンジョンに横四方固で敗れて2位にとどまった。パリオリンピックでは準々決勝でリネールに谷落で一本負けした際に、袖を離さないリネールに激昂し、ジョージア語で暴言を吐いて股間を蹴り上げる素振りを見せた。この行為により、技ではなく柔道精神に反する行為として反則負けを言い渡された。そのため、敗者復活戦に出場できず7位に終わった。なお、翌日の団体戦からも締め出されることになった。なおIJFはツシシビリに対して、2024年8月から2025年2月まで半年間、IJF主催大会への出場停止処分を科した。復帰直後のグランプリ・リンツでは決勝でクルパレクを有効で破って優勝した。世界選手権では準決勝でキムを隅落で破ってリベンジを果たすも、決勝ではIJF名義で出場したタソエフに有効をリードしながら技ありで逆転負けを喫して、昨年に続いて2位にとどまった。世界団体では準決勝の日本戦で中野寛太を小外掛で破ってチームを勝利へ導くと、決勝の韓国戦では一本負けしたもののチームは初優勝を飾った。
IJF世界ランキングは7241ポイント獲得で1位（2025年6月2日現在）。

## 主な戦績
90kg級での戦績
- 2011年 - ヨーロッパカデ　3位
- 2011年 - 世界カデ　優勝

100kg級での戦績
- 2012年 - ヨーロッパジュニア　3位
- 2013年 - ヨーロッパジュニア　優勝
- 2014年 - ヨーロッパジュニア　団体戦　優勝
- 2014年 - 世界ジュニア　個人戦　5位　団体戦　2位

100kg超級での戦績
- 2015年 - ヨーロッパジュニア　優勝
- 2015年 - 世界ジュニア　個人戦　7位　団体戦　2位
- 2016年 - アフリカオープン・チュニス　2位
- 2017年 - グランドスラム・パリ　5位
- 2017年 - グランドスラム・バクー　優勝
- 2017年 - ヨーロッパ選手権　個人戦　優勝　団体戦　優勝
- 2017年 -　世界選手権　5位
- 2017年 -　ワールドマスターズ　優勝
- 2018年 -　グランドスラム・パリ　5位
- 2018年 - グランプリ・トビリシ　優勝
- 2018年 - ヨーロッパ選手権　5位
- 2018年 - グランプリ・ザグレブ　優勝
- 2018年 -　世界選手権　優勝
- 2018年 -　ワールドマスターズ　優勝
- 2019年 - ヨーロッパオープン・クルジュ＝ナポカ　優勝
- 2019年 - ヨーロッパ競技大会　優勝
- 2019年 - 世界選手権 5位
- 2019年 - グランプリ・タシュケント　優勝
- 2020年 -　グランドスラム・デュッセルドルフ　優勝
- 2020年 - ヨーロッパ選手権　3位
- 2021年 -　グランドスラム・テルアビブ　3位
- 2021年 -　ヨーロッパ選手権　3位
- 2021年 -　東京オリンピック　2位
- 2022年 -　グランドスラム・テルアビブ 優勝
- 2022年 -　グランドスラム・アンタルヤ　優勝
- 2022年 -　ヨーロッパ選手権　3位
- 2022年 -　世界選手権 3位
- 2023年 -　世界団体　3位
- 2023年 -　グランドスラム・アスタナ　5位
- 2023年 -　ヨーロッパ競技大会　団体戦　優勝
- 2023年 -　グランドスラム・バクー　2位
- 2023年 - ヨーロッパ選手権　3位
- 2024年 -　グランプリ・リンツ　3位
- 2024年 -　グランドスラム・トビリシ　優勝
- 2024年 - 　ヨーロッパ選手権　個人戦　2位　団体戦　2位
- 2024年 - 世界選手権　2位
- 2024年 - 世界団体　3位
- 2024年 - パリオリンピック　7位
- 2025年 - グランプリ・リンツ　優勝
- 2025年 -　グランドスラム・トビリシ　2位
- 2025年 - 世界選手権　2位
- 2025年 - 世界団体 優勝

(出典、JudoInside.com)